# Mehmet Eymür
Mehmet Eymür (* 5. September 1943 in Istanbul; † 13. Januar 2024 ebenda) war ein türkischer Geheimdienstmitarbeiter. Er war Leiter der Antiterror-Abteilung des MİT Mitte der 1990er Jahre. Seine Karriere begann im Jahr 1965 als Verfolgungsbeamter (takip memuru). Er war Assistent des Stellvertretenden Leiters des MİT, Hiram Abas.

## Leben
Eymür wurde 1943 als Sohn von Mazhar Eymür, einem führenden Mitglied des MİT (unter dem alten Namen MAH für Millî Emniyet Hizmeti Riyâseti), geboren. Mazhar Eymür nahm an der Niederschlagung des Dersim-Aufstands teil.
Vor seiner Karriere beim MİT absolvierte er sein Abitur am englischsprachigen Gymnasium TED Ankara Koleji. Er besuchte die İstanbul Academy of Economic and Financial Sciences (türkisch İstanbul İktisadi ve Ticari İlimler Yüksek Okulu).
Eymür war verheiratet und hatte zwei Kinder.
Er starb am 13. Januar 2024 im Alter von 80 Jahren in Istanbul.

## Karriere

### MİT (1966–1988)
Eymür arbeitete bereits als Schüler 1965 beim MİT. Er war nach dem Militärputsch in der Türkei 1971 zusammen mit Hiram Abas an den Ziverbey-Verhören beteiligt. Beide arbeiteten unter dem Befehl des Kommandeurs der 1. Armee, des Vier-Sterne-Generals Faik Türün.
Ab 1975 war er Direktor des Regionalbüros für Fahndung des MİT in Ankara. Zwischen 1980 und 1982 verbrachte Eymür seine Dienstzeit in Bulgarien. Nach seiner Rückkehr wurde er unter anderem mit der Bekämpfung der Terrororganisation ASALA beauftragt.
Bekannt wurde Eymür, als er in der Operation „Die Bosse“ 1984 mehrere Mafiosi hinter Gittern brachte. Unter anderem wurde bei dieser Operation der Mafiaboss Dündar Kılıç festgenommen.
Eymür verfasste den kontrovers diskutierten 1987 MIT Report und beschuldigte darin hochrangige Beamte in der Polizei und in der Politik, wie z. B. Nevzat Ayaz, Ünal Erkan und Mehmet Ağar, Verbindungen zur Unterwelt zu haben. Der besagte Report sickerte durch und wurde in der Zeitschrift 2000'e Doğru im Januar 1988 veröffentlicht. Daraufhin war er gezwungen, am 10. Juni 1988 zurückzutreten, da den Beschuldigungen kein Wahrheitsgehalt nachgewiesen werden konnte. Sein ehemaliger Vorgesetzter Hiram Abas hatte sich ebenfalls kritisch dazu geäußert, dass er die Informationen durchsickern ließ.

### MİT (1993–1999)
Nachdem Mitte 1993 Tansu Çiller Ministerpräsidentin wurde, berief sie Eymür im Mai 1994 zum Chef der Spezial-Nachrichtendienstlichen Abteilung des MİT. Danach leitete er die „Operations-Abteilung“ unter dem Sekretär Şenkal Atasagun. Da sich beide vergangenheitsbedingt nicht verstanden, bat er beim Untersekretär Sönmez Köksal um Versetzung.

#### Anti-Terror-Abteilung (1995–1996)
Am 31. Januar 1995 wurde Eymür in die neugegründete Anti-Terror-Abteilung des MİT versetzt. Dabei übernahm er eine wichtige Rolle im Kampf gegen die PKK.
Laut Eymür wurde ihm während dieser Zeit der Auftragskiller Mahmut Yıldırım (Codename: Yeşil) vorgestellt, nachdem Yeşil nach Ankara zu JİTEM (Geheimdienst der Gendarmerie; Gladio-Organisation in der Türkei) wechselte. Demnach wusste er nichts von dessen Fahndungsstatus und nutzte Yeşil wohl für mehrere Operationen außerhalb der Türkei. Yeşil war angeblich nie offizieller Mitarbeiter des MİT. Gegenüber einer Zeitung tätigte er jedoch folgende Aussage, da es ihm unangenehm war, immer mit Mahmut Yıldırım in Verbindung gebracht zu werden: „Es gibt Hunderte Yeşil unter den Mitgliedern der Organisation. Yeşil gab es auch schon vorher, was auch immer die Behörden sagen, es wird danach sein.“ Laut eigener Aussage hatte er bei der Anti-Terror-Abteilung fast einen erfolgreichen Anschlag auf den PKK-Führer Abdullah Öcalan verübt, jedoch sei es am schlechten Finanzmanagement und an Sabotage gescheitert (sowohl externe als auch Sabotage innerhalb der Organisation).
Als Mesut Yılmaz im März 1996 Ministerpräsident wurde, löste er die Abteilung auf. Yılmaz hielt die Gruppe um Eymür für illegal, fortan sollten die Aufgaben von der Polizei übernommen werden. Zudem sei Eymürs Abteilung dem Sektenführer Fethullah Gülen treu ergeben. Laut Aussage von Hanefi Avcı, dem Polizeipräsidenten des Polizeigeheimdienstes, gegenüber der Untersuchungskommission des Susurluk-Skandals war Eymürs Organisation illegal.

#### Letzte Jahre
Nach dem ersten MİT-Report 1987 fertigte Eymür einen zweiten MİT-Report an. Der Inhalt war bezüglich der Mordanschläge auf Askar Simitko, Lazım Esmaeili und Tarık Ümit zusammengestellt aus den Akten seiner Anti-Terrorabteilung. Dieser Report wurde scharf kritisiert, da er ohne Autorisierung seiner Vorgesetzten erfolgte und im September 1996 geleakt wurde.
Im August des Jahres 1997 wurde er zum Repräsentant des MİT in Washington, D.C., berufen. Im August 1998 wurde er wieder abberufen und kehrte in die Türkei zurück, um Untersuchungen gegen den ehemaligen 2. Sekretär Şenkal Atasagun voranzutreiben.
Letztendlich verließ Eymür den MİT 1999 und zog nach McLean, Virginia, wo sich in Langley der Hauptsitz der CIA befindet. Im März 2000 startete er eine Website, auf der Verbindungen zwischen dem türkischen Staat und der türkischen Mafia dokumentiert wurden. Er wurde strafrechtlich verfolgt, weil er Staatsgeheimnisse preisgegeben hatte.